# 양주백석고등학교
양주백석고등학교(楊州白石高等學校)는 대한민국 경기도 양주시 백석읍 오산리에 있는 공립 고등학교이다.

## 학교 연혁
- 2005년 12월 26일 : 설립 인가(개교 8학급, 특수 1학급)
- 2006년 3월 1일 : 초대 전경영 교장 취임
- 2006년 3월 2일 : 제1회 입학식(262명, 특수 2명 포함)
- 2009년 2월 12일 : 제1회 졸업식(241명)
- 2022년 3월 1일 : 혁신학교 재지정
- 2022년 3월 1일 : 제5대 고대영 교장 취임
- 2024년 1월 5일 : 제16회 졸업식 (247명, 총 4,652명 졸업)
- 2024년 3월 4일 : 입학식 (260명)

## 참고 자료
- 양주백석고등학교 - 한국교육학술정보원 학교알리미